# Liza Minnelli (альбом)
Liza Minnelli — четвёртый студийный альбом американской актрисы и певицы Лайзы Миннелли, выпущенный 26 февраля 1968 года на лейбле A&M Records.

## Об альбоме
Продюсером альбома стал Ларри Маркс. На альбоме представлены интерпретации песен рок- и поп-исполнителей и авторов того времени. Как и предыдущие два, этот альбом в чарты не попал.

## Список композиций
| №  | Название                             | Автор(ы)                   | Длительность |
| -- | ------------------------------------ | -------------------------- | ------------ |
| 1. | «The Debutante’s Ball»               | Рэнди Ньюман               | 2:54         |
| 2. | «Happyland»                          | Рэнди Ньюман               | 2:25         |
| 3. | «The Look of Love»                   | Хэл Дэвид, Берт Бакарак    | 3:35         |
| 4. | «(The Tragedy Of) Butterfly McHeart» | Питер Аллен, Крис Аллен    | 2:18         |
| 5. | «Waiting for My Friend»              | Джон Эддисон, Джордж Мелли | 2:45         |

| №                   | Название                             | Автор(ы)                              | Длительность |
| ------------------- | ------------------------------------ | ------------------------------------- | ------------ |
| 1.                  | «Married / You Better Sit Down Kids» | Джон Кандер, Фред Эбб / Сонни Боно    | 4:57         |
| 2.                  | «So Long Dad»                        | Рэнди Ньюман                          | 2:06         |
| 3.                  | «For No One»                         | Джон Леннон, Пол Маккартни            | 2:28         |
| 4.                  | «My Mammy»                           | Сэм Льюис, Джо Янг, Уолтер Дональдсон | 3:01         |
| 5.                  | «The Happy Time»                     | Джон Кандер, Фред Эбб                 | 2:41         |
| Общая длительность: | Общая длительность:                  | Общая длительность:                   | 29:10        |